# Erko Stackebrandt
Erko Stackebrandt (* 9. Juni 1944 in Hamburg) ist ein deutscher Mikrobiologe.

## Leben
Stackebrandt studierte von 1966 bis 1971 Biologie an der Ludwig-Maximilians-Universität in München, wurde dort 1974 zum Dr. rer. nat. in Mikrobiologie promoviert und habilitierte sich 1982 im Fach Mikrobiologie. 1984 ging er an den Lehrstuhl für Mikrobiologie der Christian-Albrechts-Universität in Kiel, bevor er 1990 nach Brisbane, Australien, an die University of Queensland wechselte. Seit 1993 ist Stackebrandt am Lehrstuhl für Systematik der Prokaryoten an der Technischen Universität Braunschweig tätig. Ebenfalls 1993 wurde er Direktor der Deutschen Sammlung von Mikroorganismen und Zellkulturen GmbH (DSMZ). Stackebrandt's Nachfolge als Geschäftsführer der DSMZ trat am 1. Februar 2010 der Mikrobiologe Jörg Overmann an. Von 2013 bis 2017 war Stackebrandt Koordinator des ESFRI Projektes MIRRI.
Zu seinen Forschungsschwerpunkten zählen: Evolution, Phylogenie, Systematik und Identifizierung von Prokaryoten, Molekulare Diversität und molekulare Ökologie von prokaryontischen Lebensgemeinschaften.
Stackebrandt verfasste über 780 wissenschaftliche Publikationen in nationalen und internationalen Zeitschriften und Buchbeiträge. 
Sein Arbeitsgebiet umfasste zunächst systematische Studien an der Gattung Cellulomonas, die anschließend im Labor von Carl Woese an der Universität von Illinois mit der molekularen Analyse von Nukleinsäuren weitergeführt wurden, mit denen der Stammbaums der Bakterien und Archaea denen der Pilze, Tiere und Pflanzen angegliedert werden konnte. Daneben war er Mitbegründer der molekularen Diversitätsanalyse, wie u. a. Studien im Lake Fryxell (Antarktika), im Gulf of Lion (Mittelmeer), im Großen Moor (Gifhorn) oder in Mount Coot-tha (Australien) belegen. Auf der Basis von mehr als 800 veröffentlichten Artikeln rangiert er 2023 in Deutschland auf Platz 2 und weltweit auf Platz 54 der meistzitierten Autoren im Fach Mikrobiologie. Vorträge in 43 Ländern spiegeln das internationale Interesse an seinen Arbeiten wider.
Er ist korrespondierendes Mitglied der Akademie der Wissenschaften zu Göttingen.

## Ehrungen
Erko Stackebrandt erhielt zahlreiche nationale und internationale Ehrungen, darunter den Bergey Award (der Bergey’s Manual Trust Stiftung in USA) und den J. Roger Porter Award (USA). Er ist weltweit der erste Wissenschaftler, der sowohl die Bergey Medal (2009) als auch den Bergey Award (1991) erhielt. Eine Publikationsanalyse der Lab Times sieht ihn auf Platz 8 unter den 30 am häufigsten zitierten Evolutionsbiologen in Europa. Sein D-Index 2023 beträgt 126 mit 83.395 Zitationen.
Nach ihm wurden benannt:
- Die 2007 aufgestellte Bakteriengattung Stackebrandtia (Actinomycetales).[4][5]
- Auch die Bacillales-Art Planomicrobium stackebrandtii wurde nach ihm benannt.
- Im März 2025 wurde die neu eingerichtet Gordonia-Phagen-Familie Stackebrandtviridae ihm zu Ehren benannt.[6]

## Sonstiges
Der Name Erko Stackebrandt findet Erwähnung in einem Artikel der Wochenzeitschrift Die Zeit aus dem Jahr 1967. Mit ihm wird in dem Bericht ein Hamburger Werksstudent bezeichnet, der am 24. Juli 1967 einen leblosen Körper in der Nähe der Friedenheimer Brücke in München aufgefunden habe.